# Richard von Swaine
Richard Swaine, ab 1858 von Swaine, ab 1874 Freiherr von Swaine, (* 15. August 1830 in Glücksbrunn; † 24. Oktober 1902 in Obertheres) war ein deutscher Unternehmer, Gutsbesitzer und Politiker (als Mitglied des Reichstages).

## Leben
Swaine entstammte einer aus der Grafschaft York (England) eingewanderten Familie und war der Sohn von Henry Swaine, Bergwerksbesitzer und Erbe der Kammgarnspinnerei nebst dem Schloss Glücksbrunn. Swaine bekam Privatunterricht und besuchte Schulen in Jena, studierte danach Natur- und Verwaltungswissenschaften an der Universität Jena und der Universität Leipzig.
Nach einem praktischen Kurs als Landwirt in Thüringen begann er bergbauliche und volkswissenschaftliche Studien in München. 1856 verließ er München, nachdem hauptsächlich durch seine Bemühungen der Bau der Bahnstrecke Hochstadt–Stockheim gesichert war. Im Jahr 1863 übernahm er die Berg- und Hüttenwerke bei Stockheim und in Neuhaus-Schierschnitz (heute: Föritztal). Er unternahm in der Folge längere Reisen in viele Länder Europas, darunter ein längerer Aufenthalt in England zum Studium der dortigen sozialen und industriellen Zustände.
Von 1871 bis 1874 war er Mitglied des Deutschen Reichstags für die Liberale Reichspartei und den Wahlkreis Oberfranken 4 (Kronach).

## Auszeichnungen
- Ehrenbürger der Julius-Maximilians-Universität Würzburg